# مامو (لويزيانا)
مامو (بالإنجليزية: Mamou, Louisiana)‏ هي بلدة أمريكية تقع في الولايات المتحدة في لويزيانا. يقدر عدد سكانها بـ 3,566 نسمة .

## التركيبة السكانية
حدّد مكتب تعداد الولايات المتحدة بيانات التركيبة السكانية لمامو في تعداد الولايات المتحدة. في ما يلي، التركيبة السكانية حسب تعدادي 2000 و2010.

### تعداد عام 2000
بلغ عدد سكان مامو 3,566 نسمة بحسب تعداد عام 2000، وبلغ عدد الأسر 1,426 أسرة وعدد العائلات 903 عائلة مقيمة في البلدة. في حين سجلت الكثافة السكانية 977 نسمة لكل كيلومتر مربع (2,530.4/ميل2). وبلغ عدد الوحدات السكنية 1,580 وحدة بمتوسط كثافة قدره 432.9 لكل كيلومتر مربع (1,121.2/ميل2).
وتوزع التركيب العرقي للبلدة بنسبة 60.96% من البيض و37.75% من الأمريكيين الأفارقة و0.22% من الأمريكيين الأصليين و0.06% من الأمريكيين ذوي الأصول الآسيوية و0.03% من سكان جزر المحيط الهادئ و0.06% من الأعراق الأخرى و0.93% من عرقين مختلطين أو أكثر و0.73% من الهسبانيون أو اللاتينيون من أي عرق.
بلغ عدد الأسر 1,426 أسرة كانت نسبة 37.1% منها لديها أطفال تحت سن الثامنة عشر تعيش معهم، وبلغت نسبة الأزواج القاطنين مع بعضهم البعض 38.6% من أصل المجموع الكلي للأسر، ونسبة 20.5% من الأسر كان لديها معيلات من الإناث دون وجود شريك،  بينما كانت نسبة 4.1% من الأسر لديها معيلون من الذكور دون وجود شريكة وكانت نسبة 36.7% من غير العائلات. تألفت نسبة 33.5% من أصل جميع الأسر من عدة أفراد يعيشون في نفس المنزل ونسبة 16.2% كانت تتألف من شخص يعيش بمفرده يبلغ من العمر 65 عاماً أو أكثر. وبلغ متوسط حجم الأسرة المعيشية 2.39، أما متوسط حجم العائلات فبلغ 3.05.
بلغ العمر الوسطي للسكان 36.0 عاماً. وكانت نسبة 28.3% من القاطنين تحت سن الثامنة عشر، وكانت نسبة 8.6% بين الثامنة عشر والرابعة والعشرين عاماً، ونسبة 23.2% كانت واقعةً في الفئة العمرية ما بين الخامسة والعشرين والرابعة والأربعين عاماً، ونسبة 19.7% كانت ما بين الخامسة والأربعين والرابعة والستين، ونسبة 15.6% كانت ضمن فئة الخامسة والستين عاماً فما فوق. يوجد لكل 100 أنثى 84.9 ذكر، ويوجد لكل 100 أنثى في الثامنة عشر من عمرها فما فوق 77.3 ذكر.
بلغ متوسط دخل الأسرة في البلدة 12,399 دولارًا، أما متوسط دخل العائلة فبلغ 16,269 دولارًا. وكان متوسط دخل الذكور 21,290 دولارًا مقابل 14,063 دولارًا للإناث. وسجل دخل الفرد الخاص بالبلدة 9,019 دولارًا. وكانت نسبة 38.9% من العائلات ونسبة 46.3% من السكان تحت خط الفقر، وكان من هؤلاء نسبة 51.4% تحت سن الثامنة عشر ونسبة 39% في الخامسة والستين من العمر وما فوق.

### تعداد عام 2010
بلغ عدد سكان مامو 3,242 نسمة بحسب تعداد عام 2010، وبلغ عدد الأسر 1,400 أسرة وعدد العائلات 799 عائلة مقيمة في البلدة. في حين سجلت الكثافة السكانية 888.2 نسمة لكل كيلومتر مربع (2,300.4/ميل2). وبلغ عدد الوحدات السكنية 1,526 وحدة بمتوسط كثافة قدره 418.1 لكل كيلومتر مربع (1,082.9/ميل2).
وتوزع التركيب العرقي للبلدة بنسبة 54.66% من البيض و43.03% من الأمريكيين الأفارقة و0.19% من الأمريكيين الأصليين و0.22% من الأمريكيين ذوي الأصول الآسيوية و0.56% من الأعراق الأخرى و1.36% من عرقين مختلطين أو أكثر و1.39% من الهسبانيون أو اللاتينيون من أي عرق.
بلغ عدد الأسر 1,400 أسرة كانت نسبة 31.7% منها لديها أطفال تحت سن الثامنة عشر تعيش معهم، وبلغت نسبة الأزواج القاطنين مع بعضهم البعض 31.5% من أصل المجموع الكلي للأسر، ونسبة 21% من الأسر كان لديها معيلات من الإناث دون وجود شريك،  بينما كانت نسبة 4.6% من الأسر لديها معيلون من الذكور دون وجود شريكة وكانت نسبة 42.9% من غير العائلات. تألفت نسبة 38.6% من أصل جميع الأسر من عدة أفراد يعيشون في نفس المنزل ونسبة 16.4% كانت تتألف من شخص يعيش بمفرده يبلغ من العمر 65 عاماً أو أكثر. وبلغ متوسط حجم الأسرة المعيشية 2.26، أما متوسط حجم العائلات فبلغ 3.02.
بلغ العمر الوسطي للسكان 39.3 عاماً. وكانت نسبة 26.6% من القاطنين تحت سن الثامنة عشر، وكانت نسبة 8.7% بين الثامنة عشر والرابعة والعشرين عاماً، ونسبة 22.4% كانت واقعةً في الفئة العمرية ما بين الخامسة والعشرين والرابعة والأربعين عاماً، ونسبة 25.9% كانت ما بين الخامسة والأربعين والرابعة والستين، ونسبة 16.3% كانت ضمن فئة الخامسة والستين عاماً فما فوق. وتوزع التركيب الجنسي للسكان بنسبة 46.5% ذكور و53.5% إناث.

## أعلام
- باري مانويل
- كريس دوهون
- مالكوم فرانك
- جاكلين سيبالوس
- موريس جوزيف مانويل